# Gethyllis longistyla
Gethyllis longistyla är en amaryllisväxtart som beskrevs av Harry Bolus. Gethyllis longistyla ingår i släktet Gethyllis och familjen amaryllisväxter. Inga underarter finns listade i Catalogue of Life.